# کبوتردریایی دم‌باریک

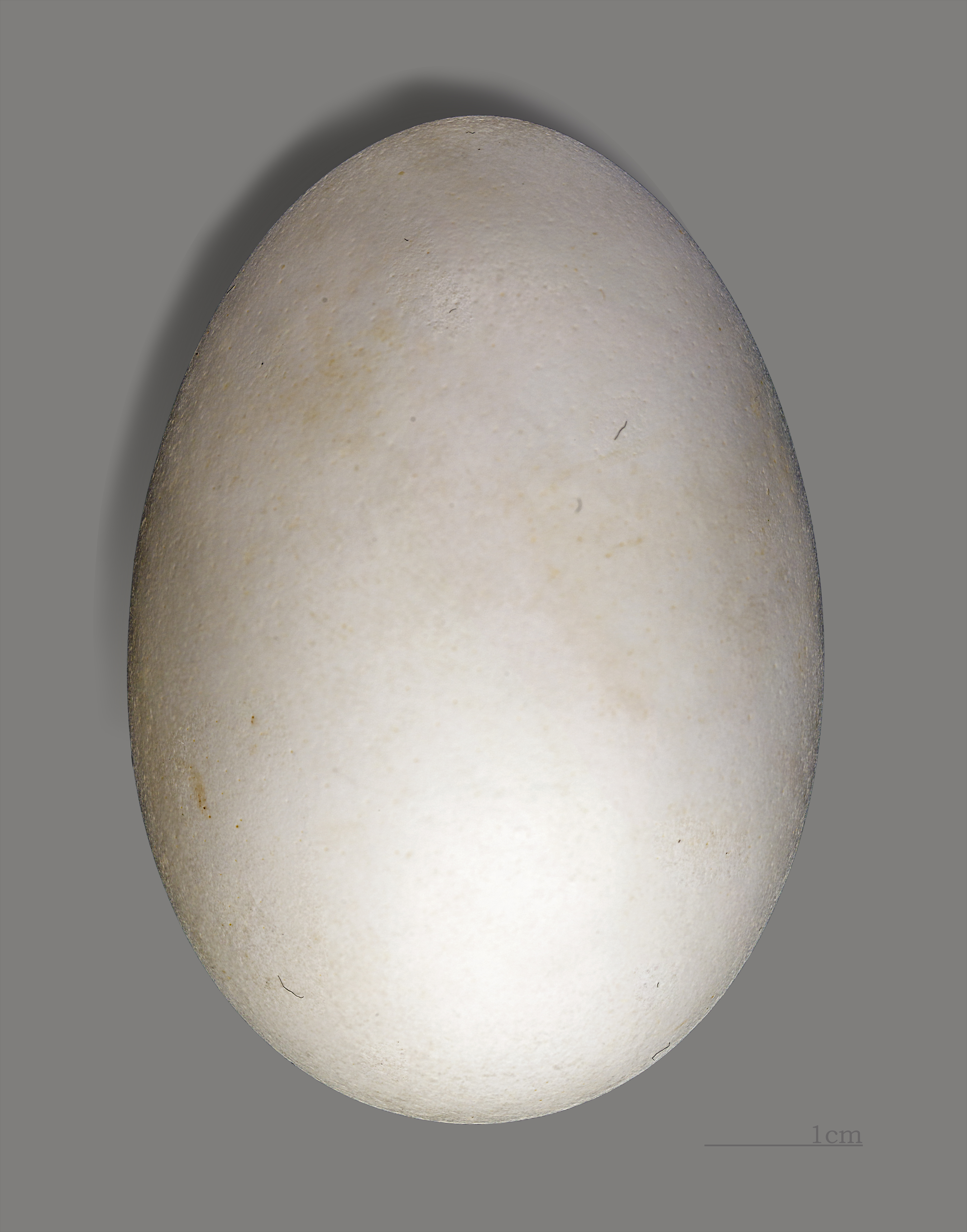
تخم

کبوتردریایی دم‌باریک (نام علمی: Puffinus pacificus) گونه‌ای پرنده‌ای دریایی از سردهٔ کبوتردریایی‌های آب‌شکاف است که در مناطق اقیانوسی گرمسیر جهان زندگی می‌کند. غذای اصلی این پرنده را ماهی، ماهی مرکب، و سخت‌پوستان تشکیل می‌دهند. این پرنده پروازی نامنظم و در نزدیک سطح دریا دارد و اغلب تغییر جهت داده در حالت کمان‌مانندی بر روی هوا سر می‌خورد.

## ویژگی‌ها
طول کبوتردریایی دم‌باریک ۴۳ سانتی‌متر است. رنگ این پرنده قهوه‌ای است که آن را شبیه به کبوتردریایی پشت‌تیره می‌کند، ولی اندکی کوچک‌تر با دم باریک‌تر است. شاهپرهای آن رگه‌های کمرنگ‌تری دارند و نوک خاکستری با انتهای تیره است.

## زیستگاه
کبوتر دریایی دم‌باریک در اقیانوس‌های گرم و معتدل یافت می‌شود و از شرق قاره آفریقا در اقیانوس هند تا غرب قاره استرالیا و از شرق استرالیا تا نزدیک کرانه‌های قاره آمریکا در اقیانوس آرام زندگی می‌کند. این پرنده در خلیج فارس و دریای عمان نیز دیده شده‌است.